# 亞伯特·漢蒙
亞伯特·路易斯·漢蒙，OBE（1944年5月18日—）是一位英國-直布羅陀人歌手、詞曲作者和唱片製作人。身為一位多產的詞曲作者，他曾經與其他詞曲作者合作，如Mike Hazlewood、John Bettis、Hal David、黛安·沃倫、Holly Knight、Carole Bayer Sager和羅伊·奧比森。
漢蒙為眾多藝人創作了商業上成功的單曲，獨立歌手包括席琳·迪翁、喬·多蘭、艾瑞莎·弗蘭克林、惠特妮·休斯頓、戴安娜·羅斯、利奧·塞耶、蒂娜·特納、格倫伊蒂娜·格雷斯、胡利奥·伊格莱西亚斯、威利·納爾遜、林恩·安德森和邦妮·泰勒；樂隊包括爱司基地、空中補給、Blue Mink、芝加哥樂隊、Heart, Living in a Box、卡彭特樂隊、the Hollies、the Pipkins, Starship和西城男孩。漢蒙合作創作的著名歌曲包括喬·多蘭的《Make Me an Island》和《You're Such a Good Looking Woman》、星艦樂隊的《暢行無阻》、惠特妮·休斯頓演唱的《One Moment in Time》、霍利斯萊亞的熱門歌曲《伊萊西亞》、伊萊西亞樂隊的熱門歌曲《The Brea》。威利·納爾遜二重唱的《To All the Girls I've Loved Before》和利奧·塞耶的《When I Need You》。2015年，他獲得了英國音樂學院艾弗·諾韋洛傑出歌曲集獎。
他本身也是一名獨立歌手。他在美國《告示牌百強單曲榜》上最成功的 (也是唯一一首進入前二十名的) 熱門歌曲是1972年排名第五的《南加州永不下雨》。其他歌曲包括《Down by the River》、《The Free Electric Band》、《I'm a Train》和《When I'm Gone》。有一段時間，他是聲樂樂隊the Family Dogg的成員，與該樂隊一同創作了熱門歌曲《A Way of Life》。他也曾為其他藝術家製作音樂作品。

## 早年生活與成名
漢蒙出生於倫敦，他的家人在第二次世界大戰期間從直布羅陀撤離。戰爭結束後不久，他們回到了他的成長地——直布羅陀。1960年，他與直布羅陀樂隊“鑽石男孩”一起開始音樂生涯，雖然這支樂隊沒有真正的商業成功，但是在西班牙引入流行音樂和搖滾音樂方面發揮了作用。鑽石男孩樂隊在馬德里第一家夜總會演出，連同米格爾·里奧斯等西班牙搖滾樂先驅一起上演現代樂團。1966年，漢蒙與其他人共同創立了英國聲樂樂團Family Dogg，並於1969年憑藉《A Way of Life》登上英國單曲榜第六名，摘自同名專輯。

## 事業
1970年漢蒙26歲時移居美國，繼續他的職業音樂生涯。然而，他在商業上是在歐洲大陸取得最大成就。他因20世紀70年代由哥倫比亞唱片公司 (Columbia Records) 旗下的 Mums Records 發行的成功單曲而聞名：《Down by the River》、《It Never Rains in Southern California》、《The Free Electric Band》（英國單曲榜唯一上榜歌曲）, 《離家五十萬英里》、《如果你要傷另一個人心》、《和平締造者》、《我不想死於空難》、《我是一列火車》和《距離洛杉磯99英里》 1970年，哈蒙德以“史蒂夫與艾伯特”的名義與史蒂夫·羅蘭製作單曲《Follow the Bouncing Ball》，他們大力推廣這首歌曲，尤其是在英國；雖然他們出現在《流行音樂榜》和《巴茲爾·布拉什秀》上，但是這首單曲未能上榜。
漢蒙還與經常合作的邁克·哈茲爾伍德一起為其他人創作歌曲。這些歌曲包括為 Leapy Lee 演唱的《Little Arrows》、為Make Me an Island 演唱的《Make Me an Island》（1969年）（漢蒙本人於1979年以西班牙迪斯科風格錄製），為Joe Dolan和Gimme Dat Ding演唱的《Youre Such a Gooding Womanre Such a Gooding Woman》(1970年)（本身是Freddie and the Dreamers 演唱專輯《Oliver in the Overworld》的翻唱），為Blue Mink演唱的《Good Morning Freedom》，為Fortunes演唱的《Freedom Come, Freedom Go》，以及為Hollies演唱的1974年熱門歌曲《The Air》。1971年，漢蒙還為邁克爾·查普曼第四張專輯《Wrecked Again》，並與the Magic Lanterns短暫合作錄製了他和哈茲爾伍德的歌曲以及其他素材。
《當我需要你》由漢蒙與Carole Bayer Sager共同創作，首次由漢蒙錄製於1976年的專輯《當我需要你》中。由Richard Perry製作的Leo Sayer版本於1977年2月在英國單曲榜上連續兩週排名第一。 Leapy Lee在1970年以來的第一張唱片中發行了《當我需要你》的一個版本。
2008年，哈蒙德結識了洛杉磯Trigger Management公司的卡薩恩·施泰根，後者成為他的私人經紀人，在此期間，漢蒙與英國歌手達菲等人合作。達菲的專輯《Endlessly》由漢蒙共同創作並製作，於 2010年11月發行。
2010年，漢蒙還參與錄製了《傳奇》，這是他最成功的單曲二重唱新專輯，連同包括艾莲娜·帕帕里祖和Bonnie Tyler在內的藝術家合作。該片於同年11月23日在西班牙索尼公司發行。

## 個人生活
漢蒙與第一任妻子育有兩個孩子。1979年，他與前模特兒阿根廷人克勞迪婭·費爾南德斯結婚。他的兒子小亞伯特·漢蒙是搖滾樂隊The Strokes的成員。

## 獎項及榮譽
1987年，漢蒙與黛安·沃倫合作創作的《Nothing's Gonna Stop Us Now》（由Starship錄製）獲得奧斯卡金像獎、金球獎和格萊美獎提名。
2000年，漢蒙榮獲大英帝國勳章（OBE）。
2008年6月19日，漢蒙入選歌曲作者名人堂。
2015年5月，漢蒙榮獲艾弗·諾韋洛獎傑出歌曲收藏獎。

## 歌曲創作人員名單
(按歌曲名稱的字母順序)
| 標題                                             | 合作者                                         | 藝人 / 樂隊                                                                        | 收錄年份                           |
| ------------------------------------------------ | ---------------------------------------------- | ---------------------------------------------------------------------------------- | ---------------------------------- |
| 《99 Miles from L.A.》                           | Hal David                                      | 亞伯特·漢蒙 亞特·葛芬柯 約翰尼·馬蒂斯 胡立歐 南茜·仙納杜拉 迪安·華域 史蒂維·霍蘭德 | 1975年 1990年 2002年 2012年 2015年 |
| 《Be Tender with Me Baby》                       | 荷莉·奈特                                      | 蒂娜·特纳                                                                          | 1990年                             |
| 《Blow the House Down》                          | Marcus Vere                                    | Living in a Box                                                                    | 1989年                             |
| 《Don't Turn Around》                            | Diane Warren                                   | 蒂娜·特纳 Bonnie Tyler Aswad Ace of Base                                           | 1986年 1988年 1993年               |
| 《Easy to Love》                                 | 利奥·塞耶                                      | 利奥·塞耶                                                                          | 1977年                             |
| 《Gimme Dat Ding》                               | Mike Hazlewood                                 | The Pipkins                                                                        | 1970年                             |
| 《Give a Little Love》                           | Diane Warren                                   | Hammond and West Aswad                                                             | 1986年 1988年                      |
| 《Good Morning Freedom》                         | Roger Cook, Roger Greenaway and Mike Hazlewood | Blue Mink                                                                          | 1970年                             |
| 《I Don't Wanna Live Without Your Love》         | Diane Warren                                   | Chicago                                                                            | 1988年                             |
| 《I Don't Wanna Lose You》                       | Graham Lyle                                    | Tina Turner                                                                        | 1989年                             |
| 《I'm Not Crying over You》                      | Chris De Burgh                                 | Chris De Burgh                                                                     | 1995年                             |
| 《I Need to Be in Love》                         | Richard Carpenter and John Bettis              | 卡彭特樂隊                                                                         | 1976年                             |
| 《It Isn't, It Wasn't, It Ain't Never Gonna Be》 | Diane Warren                                   | 艾瑞莎·弗蘭克林和惠特妮·休斯頓                                                     | 1989年                             |
| 《Just Walk Away》                               | Marti Sharron                                  | 莎蓮·迪安                                                                          | 1995年                             |
| 《Little Arrows》                                | Mike Hazlewood                                 | Leapy Lee                                                                          | 1968年                             |
| 《Lonely Is the Night》                          | Diane Warren                                   | 空中補給                                                                           | 1986年                             |
| 《Love Thing》                                   | Holly Knight                                   | 蒂娜·特纳                                                                          | 1991年                             |
| 《Love's Got a Hold on Me》                      | 克利斯·迪博夫                                  | 克利斯·迪博夫                                                                      | 1994年                             |
| 《Make Me an Island》                            | Mike Hazlewood                                 | Joe Dolan Tom Northcott                                                            | 1969年                             |
| 《Nothing's Gonna Stop Us Now》                  | Diane Warren                                   | Starship                                                                           | 1986年                             |
| 《Once in a Lifetime》                           | Antonina Armato, Dennis Morgan                 | Kansas                                                                             | 1988年                             |
| 《One Moment in Time》                           | John Bettis                                    | Whitney Houston                                                                    | 1988年                             |
| 《Rebecca》                                      | Mike Hazlewood                                 | Flo & Eddie                                                                        | 1975年                             |
| 《Room in Your Heart》                           | Marcus Vere 和Richard Darbyshire               | Living in a Box                                                                    | 1989年                             |
| 《Tall, Dark Handsome Stranger》                 | Holly Knight                                   | Heart                                                                              | 1990年                             |
| 《The Air That I Breathe》                       | Mike Hazlewood                                 | 亞伯特·漢蒙 Phil Everly The Hollies Simply Red                                     | 1972年 1973年 1974年 1998年        |
| 《The Snows of New York》                        | 克利斯·迪博夫                                  | 克利斯·迪博夫                                                                      | 1994年                             |
| 《To All the Girls I've Loved Before》           | Hal David                                      | Julio Iglesias and Willie Nelson                                                   | 1984年                             |
| 《Way of the World》                             | Graham Lyle                                    | Tina Turner                                                                        | 1991年                             |
| 《When I Need You》                              | Carole Bayer Sager                             | 亞伯特·漢蒙 Leo Sayer 洛·史超域 Celine Dion Will Mellor Austin Peters              | 1976年 1996年 1997年 1998年 2019年 |
| 《When You Tell Me That You Love Me》            | John Bettis                                    | Diana Ross / Diana Ross和西城男孩                                                  | 1991年 2005年                      |
| 《Where Were You》                               | Holly Knight                                   | 邦妮·泰勒                                                                          | 1992年                             |
| 《You're Such a Good Looking Woman》             | Mike Hazlewood                                 | Joe Dolan                                                                          | 1970年                             |

### 其他語言
(按歌曲名稱的字母順序)
| 標題                      | 語言     | 合作者                                       | 藝人 / 樂隊                      | 收錄年份 |
| ------------------------- | -------- | -------------------------------------------- | -------------------------------- | -------- |
| 《Cantaré, cantarás》     | 西班牙語 | Juan Carlos Calderón and Anahí van Zandweghe | Hermanos (Various Latin artists) | 1985年   |
| 《Entre mis recuerdos》   | 西班牙語 | Holly Knight和Luz Casal                      | Luz Casal                        | 1995年   |
| 《Sensualité》            | 法語     | Shelly Peiken和Axelle Red                    | Axelle Red                       | 1993年   |
| 《Y Tú También Llorarás》 | 西班牙語 | Anahi van Zandweghe                          | José Luis Rodríguez              | 1987年   |

### 其他歌曲創作人員
（依歌曲名稱的字母順序）
- 《Careless Heart》– 連同Roy Orbison和Diane Warren共同創作
- 《Creep》(Radiohead作曲）– 隨後因歌曲在音樂上與《The Air That I Breathe》相似而獲得共同創作榮譽（與Mike Hazlewood合作）
- 他參與創作了威爾斯歌手Duffy的專輯《Endlessly》中的幾乎所有歌曲，包括 Duffy 的歌曲《My Boy》、《Lovestruck》和《Well, Well, Well》。
- 《Have Mercy》– 與Shelly Peiken合作為Yazz 創作；也被Viktor Lazlo錄製在她的專輯“Back To Front”中
- 《I Give It All To You》 / 《I Imagine》– 連同Steve Duberry和 Lord 'n Elliot 共同創作，並由Mary Kiani於1995年演唱
- 《Loving You (Is a Way of Life)》– 連同Tom Snow和Franne Golde共同創作，並由澳洲歌手Jon Stevens錄製
- 《Moonlight Lady》– 由漢蒙和卡羅爾·拜爾·塞格爾創作，最初由哈蒙德演唱，改編自《It Never Rains in Southern California》。這首歌後來被胡里奧·伊格萊西亞斯收錄在他1984年的專輯《1100 Bel Air Place》中。
- 《Oklahoma Sunday Morning》– 連同Tony Macaulay和Mike Hazlewood合作創作，Glen Campbell的熱門歌曲
- 《One Moment in Time》– 連同Antonina Armato和Dennis Morgan共同創作
- 《Smokey Factory Blues》—由漢蒙和 Hazlewood 創作，並由Johnny Cash 錄製在他的《John R. Cash》專輯中；也被 Steppenwolf 錄製在《Slow Flux》專輯中
- 《Through the Storm》– 連同Aretha Franklin和Elton John的二重唱
- 《Mary was an Only Child》——與 Mike Hazlewood 共同創作，由 Art Garfunkel 演唱，收錄於他在1973年的首張專輯《Angel Clare》中

## 外部連結
- 官方网站
- 亞伯特·漢蒙在Allmusic上的頁面
- 亞伯特·漢蒙在互联网电影资料库（IMDb）上的資料（英文）